# 松山城風流合戦

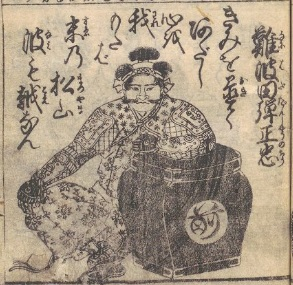
難波田憲重（『英雄百首』（歌川貞秀画））

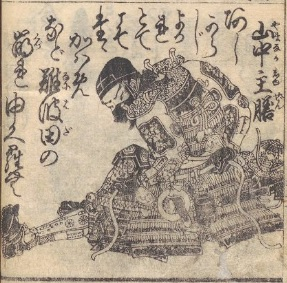
山中主膳（『英雄百首』（歌川貞秀画））

松山城風流合戦（まつやまじょうふうりゅうがっせん）は、天文6年（1537年）に武蔵国松山城の争奪をめぐって扇谷上杉氏と後北条氏の間に生起した合戦。狭義には、合戦の最中に双方の部将である難波田憲重と山中主膳の間で交わされた和歌問答を指す。

## 合戦の経過
天文6年（1537年）、扇谷上杉氏の当主である上杉朝興が没すると、13歳の朝定が同氏の当主となった。かねて武蔵国中央部への進出を画策していた北条氏綱はこの機に乗じて7千余の部隊で小田原城を出陣、河越城の攻略に成功した。一方、父朝興の遺言である河越城の死守を果たせなかった朝定は、重臣難波田憲重の居城である松山城まで後退して体制を立て直し、余勢を駆って城下まで攻め寄せた北条勢を迎撃した。難波田らの奮戦の結果撃退に成功したが、この際に行なわれたとされる和歌問答が風流合戦として著名である。

## 合戦の影響
この合戦の結果、扇谷上杉氏の本拠地は当地松山となった。衰退著しい同氏ではあったが、威信にかけて大規模な修築作業が行なわれたと考えられている。松山城は、天文14年（1545年）の河越夜戦で同氏が滅亡するまでの約8年の間、持ちこたえた。

## 和歌問答
城門から打って出、激しい迎撃戦を展開しながら帰城しようとする難波田憲重と、寄せ手側の山中主膳の間で、次のような和歌問答が交わされたとされる。
山中　　あしからじ よかれとてこそ 戦はめ

　　　　　　なにか難波田(なばた)の 浦崩れ行く
難波田　君おきて あだし心を 我もたば

　　　　　　末の松山 波もこえなん
難波田は、まだ若い主君朝定への忠誠を和歌にした。実際にこのようなやり取りがされたのかどうかは定かではないが、室町時代の武士の風流を解する心が表れたエピソードと言える。現在、松山城址の搦手門の遺構とされる凝灰岩質の斜面に、このとき難波田の乗馬が駆け上がった蹄の跡と伝えられるくぼみがある。

## その他
- 合戦があった年は史料によって異なる場合がある。
- 山中主膳が詠んだ和歌については、細部が異なるものも伝えられている。（例）「―など難波田の 崩れゆくらん」[2]